# Domaine seigneurial Sainte-Anne
Le domaine seigneurial Sainte-Anne est un ancien domaine seigneurial situé à Sainte-Anne-de-la-Pérade, en Mauricie, au Québec, au Canada.
Ce site comprend les vestiges de l'ancien manoir seigneurial. Il a été cité site patrimonial par la Municipalité de Sainte-Anne-de-la-Pérade en 2010.
Le lieu présente l'exposition permanente « Quand l'histoire se raconte… » depuis 2003. Cette exposition retrace l'histoire de trois personnages célèbres ayant habité le domaine seigneurial, soit Madeleine de Verchères, défenderesse du fort de Verchères, Elizabeth Hale, épouse bourgeoise du politicien anglais John Hale, ainsi qu'Honoré Mercier, premier ministre de la province de Québec de 1887 à 1891.
Le site est géré par la Société du site Madeleine de Verchères depuis 1995. La mission de cet organisme vise à conserver, gérer, animer et promouvoir le site historique. Chaque été, une exposition artistique temporaire est également présentée dans le hall d'accueil du domaine seigneurial Sainte-Anne.